# Janówek (Łódź)
Janówek (dawn Góry) – osiedle na Górnej w Łodzi, w obrębie osiedla administracyjnego Ruda Pabianicka na południowym zachodzie miasta.

## Historia
Historia Gór (Janówka) jest ściśle związana z osadą Ruda Pabianicka, od 1867 w gminie Bruss. Osada Ruda Pabianicka w okresie międzywojennym należała do powiatu łódzkiego w woj. łódzkim. 24 lutego 1923 połączono ją ze wsiami Chachuła (539 morgów) i Nowe Rokicie (37 morgów), tworząc z nich nowe miasto Ruda Pabianicka.
Po powstaniu miasta wydzielono siedem dzielnic: Rokicie, Chachuła, Podgórze, Marysin, Góry, Ruda Górna i Ruda Dolna. Góry (Janówek) stanowiły centralną część miasta po obu stronach ulicy Górnej(obecnie Demokratycznej).
Podczas II wojny światowej Rudę Pabianicką włączono do III Rzeszy. Po wojnie miasto powróciło na krótko do powiatu łódzkiego w woj. łódzkim, lecz już 13 lutego 1946 włączono ją (wraz z Janówkiem) do Łodzi.